# Воронец (Воронежская область)
Воронец — хутор в Каменском районе Воронежской области России.
Входит в состав Карпенковского сельского поселения

## Население
| 2010 |
| ---- |
| 8    |

## Улицы
На хуторе имеется одна улица — Воронец.